# St. Patrick's Day
"St. Patrick's Day" é o 12.º episódio da sexta temporada da série de televisão norte-americana de comédia de situação 30 Rock, e o 115.º da série em geral. Teve o seu argumento escrito por Colleen McGuinness e foi realizado pelo produtor executivo John Riggi. A sua transmissão nos Estados Unidos ocorreu na noite de 15 de Março de 2012 através da rede de televisão National Broadcasting Company (NBC). Dentre os artistas convidados, estão inclusos James Marsden, Dean Winters, Kristen Schaal, Bernie McInerney, Sue Galloway e Melissa McMeekin. O apresentador de meteorologia Al Roker e o locutor Ira Glass também participaram interpretando versões ficcionais de si próprios.
No episódio, Jack Donaghy (interpretado por Alec Baldwin) sente-se não digno do seu prémio recente, e tenta se redimir através de uma partida de um jogo de tabuleiro estratégico com os argumentistas do TGS. Entretanto, Liz Lemon (Tina Fey) acredita estar amaldiçoada no Dia de São Patrício quando Dennis Duffy (Winters), o ex-namorado com quem teve o relacionamento mais longo, aparece para descarrilar com sucessos o seu namoro com Chriss Chros (Marsden). Ao mesmo tempo, Hazel Wassername (Schaal), substituta do estagiário Kenneth Parcell (Jack McBrayer), batalha para conseguir manter a paz entre as estrelas do TGS, Tracy Jordan (Tracy Morgan) e Jenna Maroney (Jane Krakowski).
Em geral, "St. Patrick's Day" foi recebido com opiniões positivas pelos críticos especialistas em televisão do horário nobre, que vangloriaram o desempenho de Morgan e Krakowski por conseguirem demonstrar um amadurecimento na relação entre as suas respectivas personagens. Contudo, houve opiniões divididas sobre a necessidade da participação de Winters. De acordo com as estatísticas publicadas pelo serviço de mediação de audiências Nielsen Ratings, o episódio foi assistido em uma média de 4,00 milhões de domicílios durante a sua transmissão original norte-americana, e foi-lhe atribuída a classificação de 2,0 e seis de share no perfil demográfico dos telespectadores entre os dezoito aos 49 anos de idade.

## Produção e desenvolvimento
"St. Patrick's Day" é o 12.º episódio da sexta temporada de 30 Rock. O seu argumento foi escrito por Colleen McGuinness, marcando a sua estreia como guionista, enquanto a realização ficou sob responsabilidade de John Riggi, que também assume as funções de produtor executivo e guionista no seriado. Este foi o 11.° crédito de realização de Riggi, assim como o terceiro da temporada.

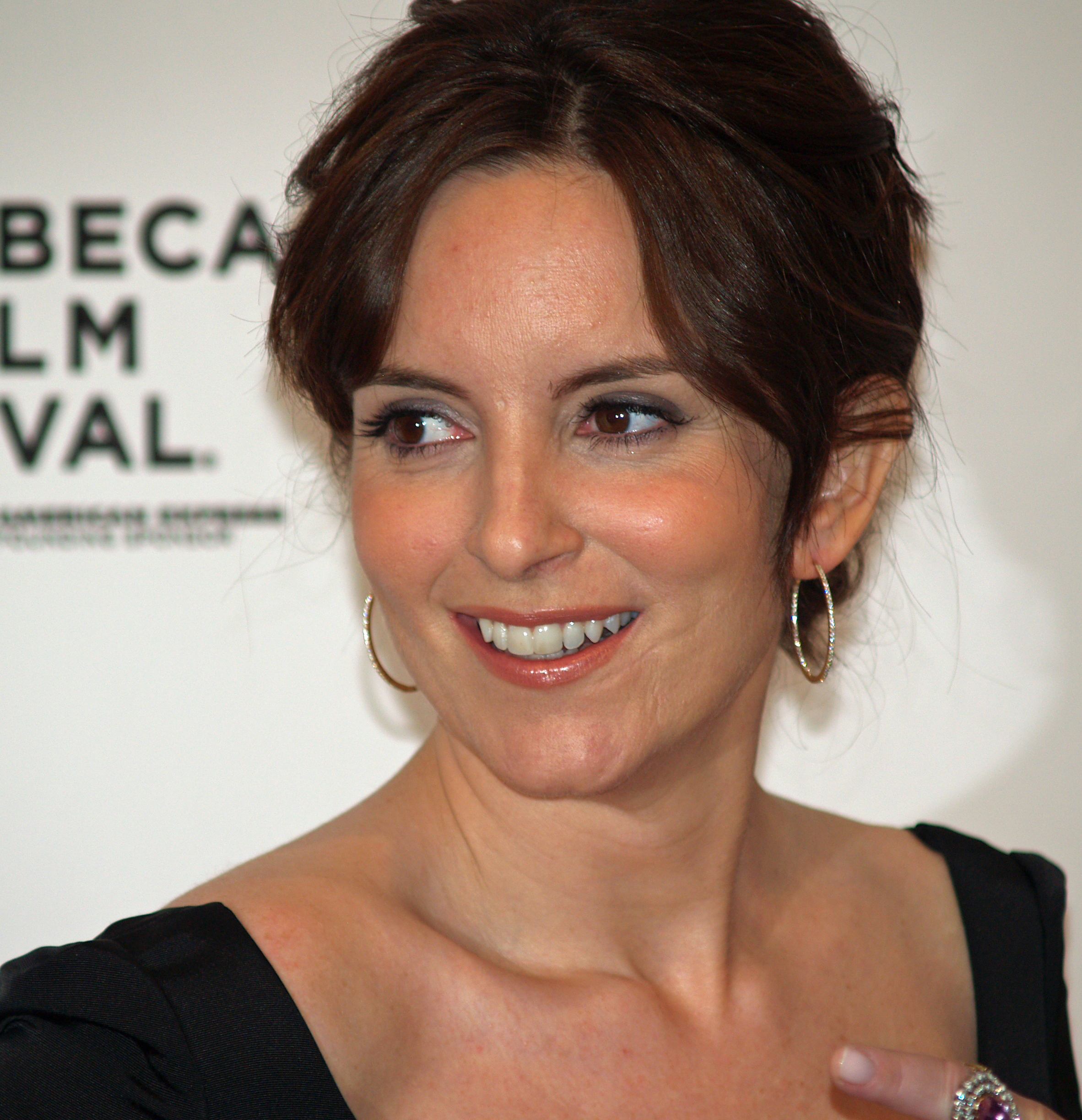
Segundo Tina Fey, assim como vários críticos de televisão, a sua personagem Liz Lemon demonstrou um enorme amadurecimento emocional e amoroso em "St. Patrick's Day."

Após o fim da sexta temporada, Tina Fey, criadora e produtora executiva de 30 Rock, declarou à revista electrónica Entertainment Weekly que a cena na qual a sua personagem declara o seu amor a Chriss foi a que mais demonstrou mudanças em Liz de todas as outras da temporada, afirmando: "Você faz essas séries, e você espera que elas durem por vários anos. Você deseja que as personagens amadureçam, mas elas não podem amadurecer muito rapidamente então, seis anos depois, Liz finalmente fez algum amadurecimento emocional e, para mim, eu pensei que fosse uma boa história e um momento agradável para a personagem. Então, eu também, como actriz, fiquei muito feliz por poder usar as grandes mãos do Hulk nesta grande cena romântica."
Uma participação especial de seis episódios na sexta temporada de 30 Rock do actor James Marsden foi primeiramente anunciada pela imprensa em Outubro de 2011. A sua estreia como Criss Chros, o novo namorado de Liz Lemon, foi em "Dance Like Nobody's Watching," e em "St. Patrick's Day" ele fez a sua quinta participação. O actor expressou ao jornal Los Angeles Times que "gostaria de interpretar uma personagem divertida." Kristen Schaal também repetiu o seu desempenho como a estagiária substituta Hazel Wassername pela terceira vez, enquanto Dean Winters, intérprete de Dennis Duffy, regressou ao seriado para fazer a sua performance como participação como Dennis Duffy pela 11.ª vez, marcando assim a sua primeira participação deste o centésimo episódio na quinta temporada. Em uma das cenas de "St. Patrick's Day" foram transmitidas analepses de "The Break-Up", "Subway Hero", "Emanuelle Goes to Dinosaur Land" e "100," todas elas apresentando o momento em que Dennis anuncia a Liz que "eu estarei de volta." O meteorologista de televisão Al Roker e o locutor Ira Glass fizeram breves aparições em "St. Patrick's Day" desempenhando versões fictícias de si mesmos. Roker, na sua primeira participação desde "Fireworks" na primeira temporada, substituiu Jenna e Tracy na cobertura televisiva do desfile do Dia de São Patrício, enquanto Glass vocalizou um locutor que é brutalmente espancado por foliões bêbados.
A trama de Tracy Jordan e Jenna Maroney em "St. Patrick's Day" é uma continuação a um acontecimento referido em "The Funcooker," no qual os dois são escolhidos para apresentarem a cobertura televisiva do desfile do Dia de São Patrício. No entanto, Jenna desmaia ao vivo devido à exaustão e Tracy, repreendendo-a, pragueja na televisão ao vivo para fazê-la acordar. Isto foi mencionado na sequência de cold open por Jack, que declara tê-los escolhido novamente para melhorar a imagem deles e dar-lhes uma nova chance.

## Enredo
Liz Lemon (Tina Fey), expressando um desdém geral para com a comunidade irlandesa, planeia passar o Dia de São Patrício no seu apartamento com o seu namorado Criss (James Marsden). Criss decide finalmente expressar o seu amor por ela, que imediatamente muda de assunto. Então, Dennis Duffy (Dean Winters), ex-namorado de Liz, aparece repentinamente com um ferimento na cabeça para alojar-se no apartamento, fazendo-a pressupor esta ser mais uma das suas manobras para reconquistá-la. Criss é hospitaleiro para com Dennis, que afirma namorar com Megan (Melissa McMeekin), cujo avô inventou o sinal de trânsito STOP. Depois de Liz declarar o seu amor por Dennis em um esforço para revelar o seu bluff, Criss, irritado pela facilidade pela qual demonstrou isso ao seu ex-namorado, sai de rompante. Mais tarde, Dennis revela a Liz que Megan, que mais tarde também aparece no apartamento, é na verdade sua esposa. Após uma conversa com o casal, Liz vai à carrinha de cachorros-quentes de Criss e finalmente declara o seu amor por ele.
Enquanto isso, Jenna Maroney (Jane Krakowski) e Tracy Jordan (Tracy Morgan) irão mais uma vez apresentar a cobertura televisiva do desfile do Dia de São Patrício. Quando assistem ao comercial do desfile com a estagiária Hazel Wassername (Kristen Schaal), a dupla nota que o nome de Jenna aparece em primeiro no teleponto, inferindo que ela é uma estrela maior que Tracy. Ao saber disto, o produtor Pete Hornberger (Scott Adsit) repreende Hazel e manda-a corrigir a situação. Hazel substitui os nomes da dupla para "Apresentador #1" e "Apresentador #2," levando ambos a lerem as frases do Apresentador #1. Kenneth, que está em casa, resiste à tentação de intervir quando assiste ao desastre ao vivo na televisão, e os executivos da NBC acabam substituindo Tracy e Jenna por Al Roker. Mais logo, um carro à espera de Tracy e Jenna rotulado com "Apresentador #2" deixa-os confusos sobre quem deve entrar, forçando-os a finalmente confessarem as emoções por detrás da briga. Após se entenderem, retornam para apresentar o resto da transmissão. O motorista do carro revela-se ser Kenneth.
Entretanto, Jack Donaghy (Alec Baldwin) descobre que os guionistas do TGS, que receiam ir às ruas por terem "faces esmurráveis," estão no meio de uma partida do jogo de tabuleiro de fantasia Colonizadores de Malaar (dos criadores de Procura de Cálice e Conservação da Virgindade). Jack se deleita com as dinâmicas económicas do jogo, mas acaba perdendo a maioria das suas "posses" para Frank Rossitano (Judah Friedlander) e descobre que o jogo (especificamente o Deserto de Croff) é uma metáfora para sua carreira estagnada na empresa KableTown. Depois de uma procura espiritual na Catedral de São Patrício com um Padre (Bernie McInerney), ele retorna ao escritório do TGS com uma táctica para vencer o jogo e volta a ser adulado pelos argumentistas.
A cobertura do Dia de São Patrício por Tracy e Jenna é transmitida durante a sequência dos créditos finais. Imagens em directo da praça mostram Liz a declarar o seu amor a Chriss, entre vários outros cenários. No fim, Jenna canta "Danny Boy" (1913).

### Audiência

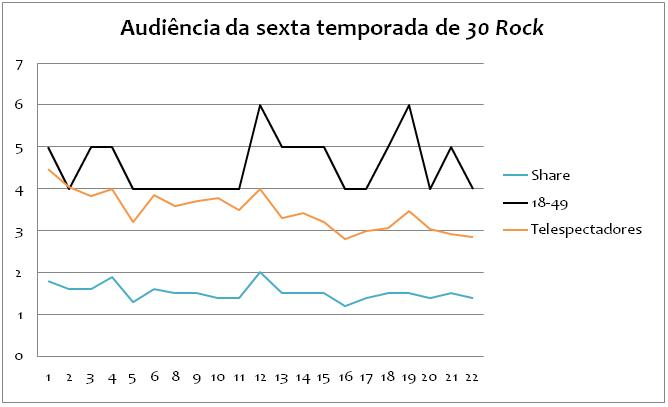
Gráfico ilustrativo da audiência da sexta temporada de 30 Rock. "St. Patrick's Day" está representado pelo número quinze na coluna das abcissas.

### Análises da crítica

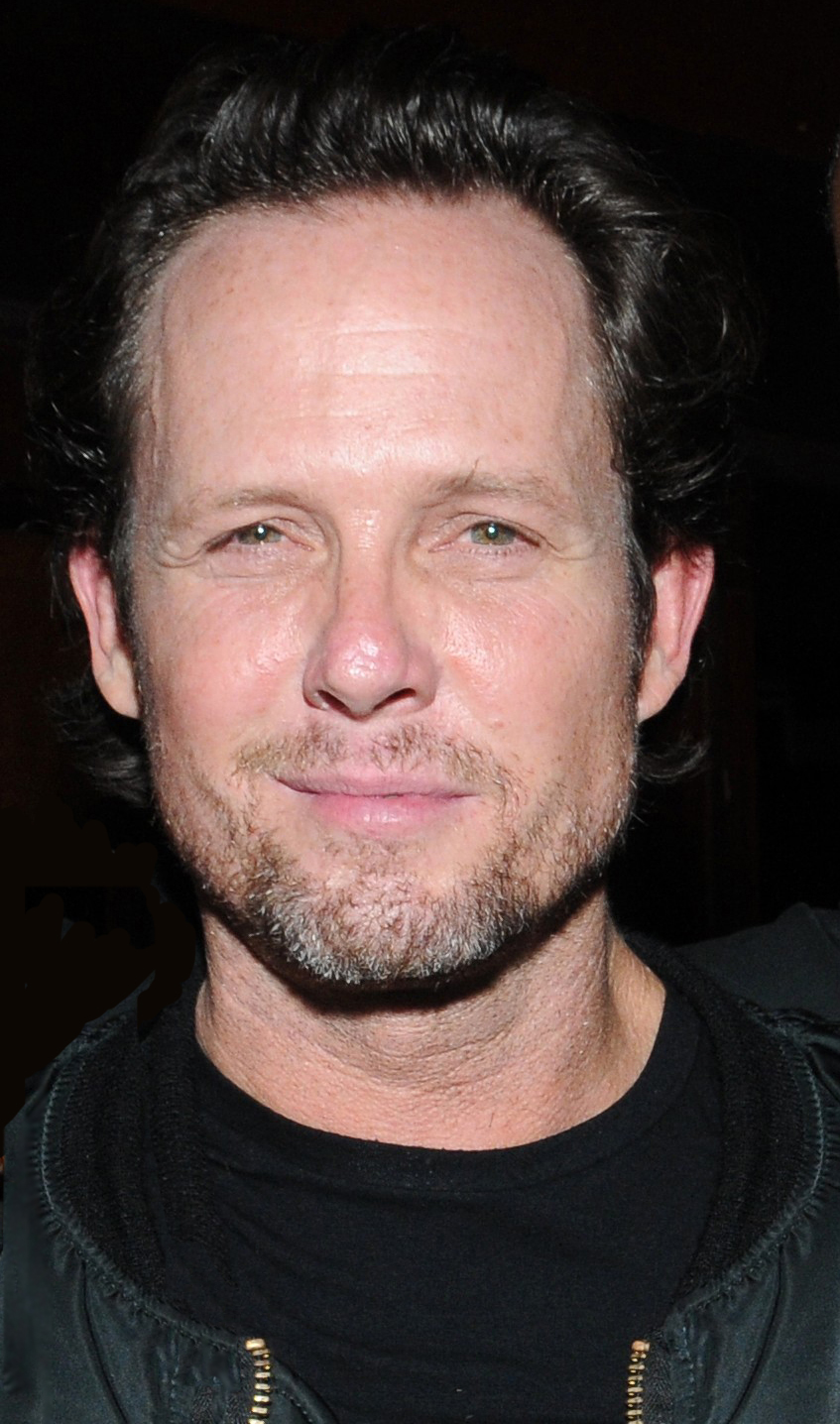
A participação de Dean Winters foi recebida com opiniões mistas pelos críticos de televisão, que elogiaram o seu desempenho mas questionaram a necessidade da sua personagem no episódio.